# Holy Cross Cemetery (New York)

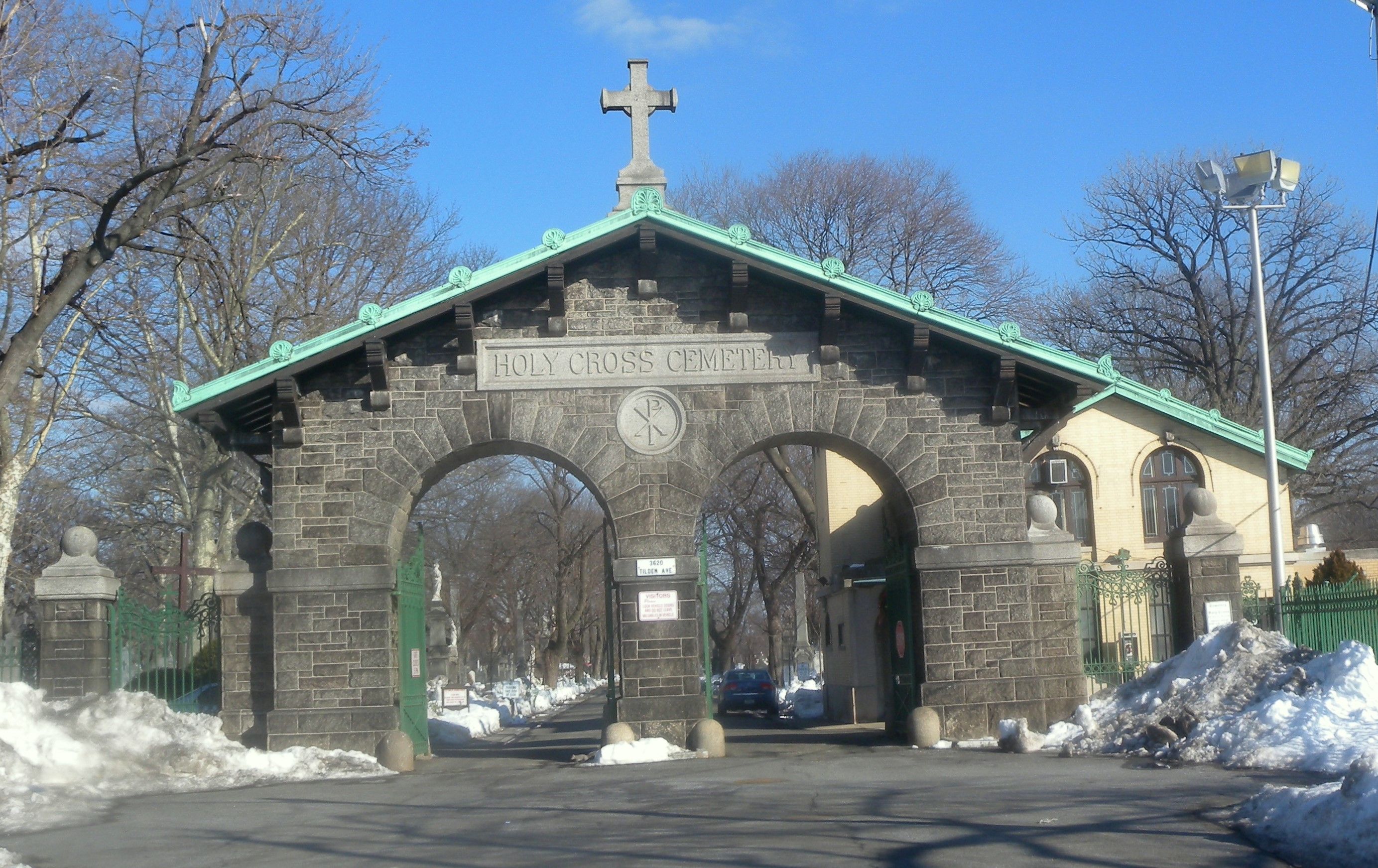
Ingresso del cimitero

L'Holy Cross Cemetery è un cimitero cattolico statunitense, situato nei pressi di New York City. Si trova al 3620 Tilden Avenue, amministrata dalla Diocesi di Brooklyn.

## Sepolture
- Gil Hodges, giocatore di baseball
- Louis Capone, criminale
- Ardolph Loges Kline, sindaco di New York